# Belka och Strelka

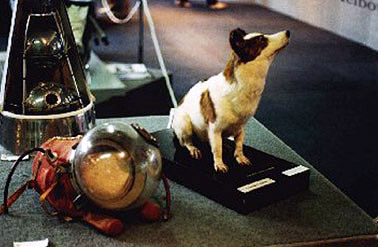
Strelka på turné, i uppstoppad form.

Belka (Белка – ekorre) och Strelka (Стрелка – pil) var två hundar som sköts upp i den sovjetiska satelliten Korabl-Sputnik-2 (Sputnik 5) den 19 augusti 1960. Rymdfärden varade i knappt ett dygn.
Ombord fanns också en grå kanin, 42 möss, två råttor, flera flugor samt ett antal plantor och svampar. Alla ombord överlevde återkomsten på jorden.   
Strelka fick sex valpar med hunden Pusjok. Pusjok deltog i olika experiment på jorden men skickades aldrig upp i rymden. En av valparna, Pusjinka (Пушинка – fluffig), överlämnades 1961 av Nikita Chrusjtjov som gåva till Caroline Kennedy, dottern till den amerikanska presidenten John F. Kennedy.
Idag ligger kropparna från Belka och Strelka i säkerhet i Kosmonautmuseet i Moskva. Belka sitter i ett glasvitrin och Strelka är en del av vandringsutställningen som har besökt USA, Kina, Australien, Israel och många andra länder.
2010 släpptes en rysk animerad film med ryska titeln Белка и Стрелка (Belka och Strelka, släpptes i Sverige under den internationella titeln "Space Dogs") om hundarnas äventyr i rymden.